# Eremulus africanus
Eremulus africanus är en kvalsterart som beskrevs av Balogh 1958. Eremulus africanus ingår i släktet Eremulus och familjen Eremulidae. Inga underarter finns listade i Catalogue of Life.